# Sciurus arizonensis
Lo scoiattolo grigio dell'Arizona (Sciurus arizonensis Coues, 1867) è una specie di scoiattolo arboricolo del genere Sciurus endemica dei canyon e delle vallate circondate da foreste decidue e miste dell'Arizona orientale e del Messico settentrionale. Malgrado la stretta somiglianza con lo scoiattolo grigio orientale (Sciurus carolinensis), è più strettamente imparentato con lo scoiattolo volpe orientale (Sciurus niger).

## Tassonomia
Attualmente, gli studiosi riconoscono tre sottospecie di scoiattolo grigio dell'Arizona:
- S. a. arizonensis Coues, 1867 (Arizona e Nuovo Messico);
- S. a. catalinae Doutt, 1931 (Arizona e Nuovo Messico, monti Santa Catalina);
- S. a. huachuca J. A. Allen, 1894 (Messico, monti Huachuca).

## Descrizione
La colorazione dorsale dello scoiattolo grigio dell'Arizona è grigia brizzolata di peli bianchi e neri, con una larga fascia giallastra che va dall'occipite alla base della coda. La parte esterna delle zampe e dei piedi è grigia, mentre quella interna è bianca, così come la regione ventrale. Le orecchie sono color grigio-ruggine. La coda è nera brizzolata di bianco sopra e marrone-rossastra sotto. L'unico scoiattolo di grandi dimensioni che vive nella stessa area, lo scoiattolo di Abert (Sciurus aberti), presenta ciuffi di pelo sulle orecchie e vive nelle foreste di pini.

## Distribuzione e habitat
Questa specie si incontra nelle regioni sud-occidentali degli USA (Arizona e Nuovo Messico) e in quelle adiacenti del Messico (Sonora), con tre popolazioni disgiunte: una sui monti occidentali e meridionali dell'Arizona centrale (oltre i monti Mogollon) e in qualche zona del Nuovo Messico occidentale; un'altra sulle isolate regioni montuose dell'Arizona meridionale; e l'ultima tra le montagne dell'Arizona meridionale e del Sonora settentrionale. Occupa le foreste che si sviluppano lungo le vallate fluviali e sul fondo dei canyon, tra i 1120 e i 2700 m di quota.

## Biologia
A causa della sua natura riservata, lo scoiattolo grigio dell'Arizona viene avvistato molto di rado e non sappiamo molte cose sulla sua biologia. La sua dieta è costituita prevalentemente da strobili, ghiande e noci, in particolare di quelle del noce dell'Arizona (Juglans major), ma anche da semi e bacche.

## Conservazione
La principale minaccia per la sopravvivenza di S. arizonensis è la distruzione dell'habitat, ma le notizie inerenti a questa specie sono così poche che la IUCN la inserisce tra quelle a status indeterminato.